# José Pachuca
José Rodrigo Pachuca Martínez (Acapulco, 24 luglio 2005) è un calciatore messicano, difensore del Puebla.

## Caratteristiche tecniche
È un difensore centrale.

## Carriera

### Club
Cresciuto nel settore giovanile del Puebla, ha debuttato in prima squadra il 25 agosto 2024 nell'incontro di Liga MX vinto 1-0 contro l'América.

### Nazionale
Ha giocato nelle nazionali giovanili messicane Under-18 ed Under-20.

## Statistiche

### Presenze e reti nei club
Statistiche aggiornate al 28 aprile 2025.
| Stagione        | Squadra         | Campionato      | Campionato | Campionato | Coppe nazionali | Coppe nazionali | Coppe nazionali | Coppe continentali | Coppe continentali | Coppe continentali | Altre coppe | Altre coppe | Altre coppe | Totale | Totale | Totale |
| Stagione        | Squadra         | Comp            | Pres       | Reti       | Comp            | Pres            | Reti            | Comp               | Pres               | Reti               | Comp        | Pres        | Reti        | Pres   | Reti   |        |
| --------------- | --------------- | --------------- | ---------- | ---------- | --------------- | --------------- | --------------- | ------------------ | ------------------ | ------------------ | ----------- | ----------- | ----------- | ------ | ------ | ------ |
| 2024-2025       | Puebla          | LMX             | 26         | 0          | -               | -               | -               | -                  | -                  | -                  | LC          | 0           | 0           | 26     | 0      |        |
| Totale carriera | Totale carriera | Totale carriera | 26         | 0          |                 | -               | -               |                    | -                  | -                  |             | -           | -           | 26     | 0      |        |